# Noël Pinelli
Pour les articles homonymes, voir Pinelli.
Noël Pinelli est un homme politique français né le 31 mai 1881 à Clermont-Ferrand (Puy-de-Dôme) et mort le 6 février 1970 à Paris.

## Biographie
Né le 31 mai 1881 à Clermont-Ferrand, Noël Pinelli est le fils de Jean-Baptiste Pinelli, originaire de Poggiolo, et d’Aline Menu. Il fait ses études au collège Fesch d'Ajaccio et à la faculté de droit d'Aix-en-Provence, dont il est lauréat.
Avocat du barreau d'Ajaccio en 1900, il est commissaire de la Marine de 1901 à 1918, professeur sur le bateau-école Duguay-Trouin. Il est à Salonique en 1916 et à Londres en 1917. Il entre dans l'industrie après la Première Guerre mondiale,
Il est dirigeant de la Ligue civique, association patriotique. Il entre en 1929 au conseil général de la Seine et au conseil municipal de Paris, dont il est vice-président en 1933-1934. Il se présente aux élections législatives de 1936 dans la 1re circonscription du 15e arrondissement de Paris. Il est élu au second tour par 10313 voix sur 20466 votants, contre 9791 au radical-socialiste Jean Piot.
En mai 1940 il est ministre de la Marine marchande. Cet homme de droite fut un fervent soutien du maréchal Pétain, dont il soutint la mémoire.

## Parlement
- Député indépendant républicain de la Seine de 1936 à 1940.
- Sous-secrétaire d'État à la Marine marchande du 21 mars au 10 mai 1940 dans le gouvernement Paul Reynaud.

Le 10 juillet 1940, il vote les pleins pouvoirs au maréchal Pétain.